# Díode metall-aïllant-metall
El díode metall-aïllant-metall (MIM) és un tipus de dispositiu no lineal molt semblant a un díode semiconductor i capaç de funcionar molt ràpid. Depenent de la geometria i del material utilitzat per a la fabricació, els mecanismes de funcionament es regeixen per túnel quàntic o per activació tèrmica.
El 1948, Torrey i altres van afirmar que "Hauria de ser possible fabricar rectificadors metall-aïllant-metall amb resistències d'extensió molt més petites que els rectificadors metàl·lics-semiconductors, donant, en conseqüència, una major eficiència de rectificació a altes freqüències". Però a causa de les dificultats de fabricació, van passar dues dècades abans que el primer dispositiu es pogués crear amb èxit. Alguns dels primers díodes MIM que es van fabricar provenien de Bell Labs a finals de la dècada de 1960 i principis de la dècada de 1970 Brinkman et al. va demostrar el primer díode de túnel MIM de polarització zero amb una resposta significativa. Quan utilitzen el transport de túnel, el díode MIM pot ser molt ràpid. Tan aviat com el 1974, aquest díode es va utilitzar com a mesclador a 88 THz en una configuració de l'Institut Nacional d'Estàndards i Tecnologia. Gràcies a investigacions recents, la resposta de biaix zero del díode MIM (15 A/W) és ara molt a prop del díode Schottky (19.4 A/W).
Avui el díode MIM és la pedra angular dels desenvolupaments de nantenna en curs. També s'utilitzen com a díode de pel·lícula fina pels fabricants de pantalles de pantalla plana.
A diferència dels díodes MIM, els díodes metall-aïllant-aïllant-metall (MIIM) tenen dues capes aïllants.
Els díodes metall-aïllant-grafè (MIG) també estan en recerca activa.